# Club Atlético Bartolomé Mitre (Posadas)
Club Atlético Bartolomé Mitre, conocido como Bartolomé Mitre, es una entidad deportiva de la ciudad de Posadas, Provincia de Misiones, Argentina. Actualmente participa en el Torneo Federal A.
Su clásico rival es el Club Deportivo Guaraní Antonio Franco, con el cual disputa el denominado clásico posadeño.
Bartolomé Mitre disputó en dos ocasiones el Campeonato Nacional, la máxima categoría del fútbol argentino. Participó por primera vez en 1972 y después en 1975. También ha disputado otro torneos nacionales como el Torneo Argentino B, Torneo Argentino C y la Copa Argentina 1970. A nivel regional ha participado en el Torneo Regional donde fue campeón en 1972 y promovido al Campeonato Nacional, y en la Liga Posadeña de Fútbol donde ha sido campeón en 27 ocasiones.

## Historia
El nacimiento de la entidad quedó grabado en el recuerdo aquel 7 de octubre de 1926 cuando un grupo de jóvenes resolvió fundar el Mitre Footbal Club sentados en un banco de la plaza San Martín.
En esa oportunidad estuvieron Miguel Ángel de Sagastizábal, Aníbal Dei Castelli, Diego Amores y Víctor Simsolo, para sumarse otros, tal vez contagiados por el afán de armar un equipo de fútbol competitivo para enfrentar a los de Atlético, de donde se retiraron por diferencias en esos interminables “picados” de entonces. 
Esa primera comisión directiva estuvo conformada por: Diego Amores (presidente); Víctor Simsolo (vice); Miguel De Sagastizábal (secretario); Aníbal Dei Castelli (tesorero), según consta en el primer acta, donde impusieron el nombre de Bartolomé Mitre, el primero que había tenido el barrio y en homenaje al prócer argentino.

## Símbolos

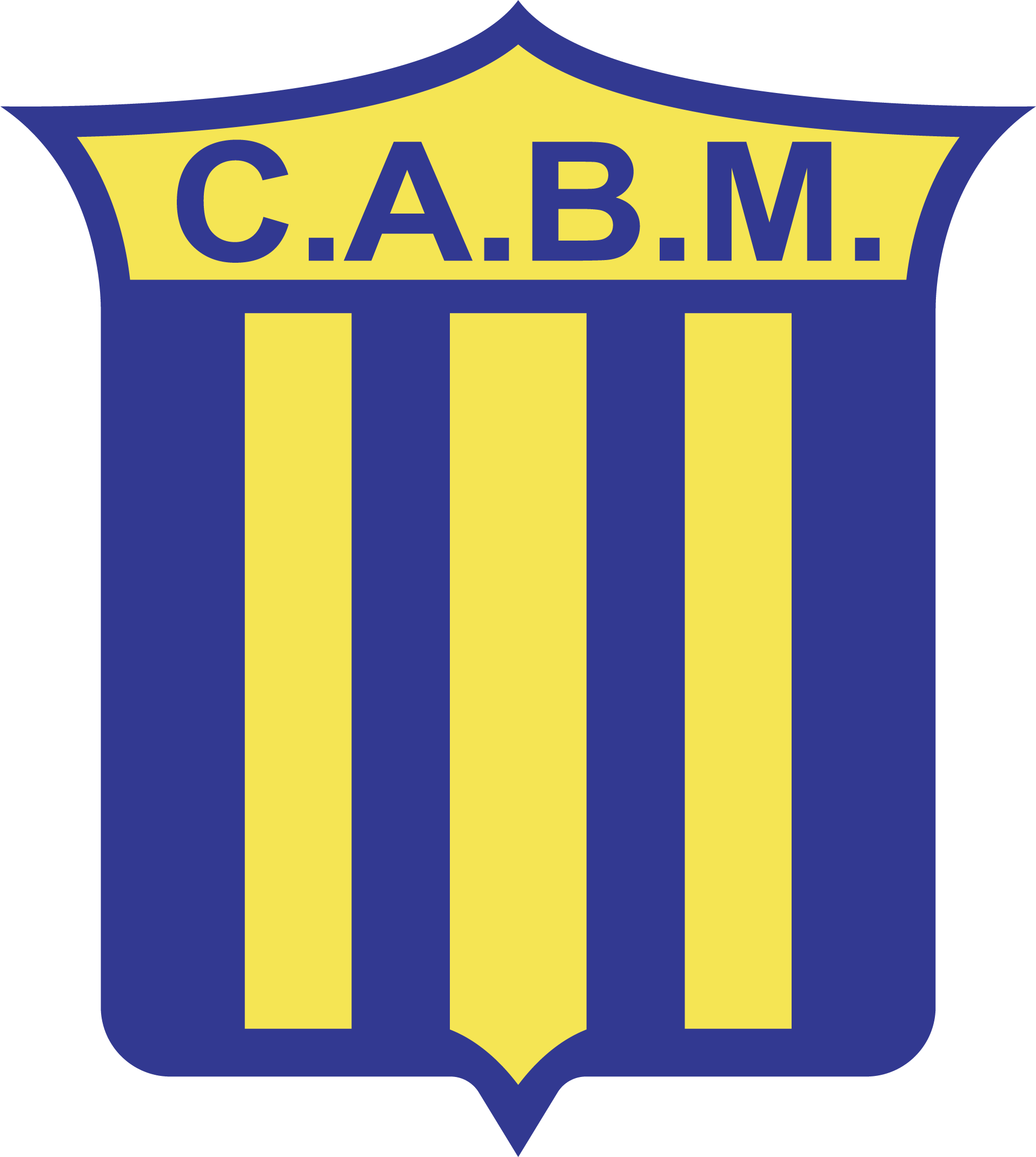

Escudo

## Estadio
Su estadio lleva el nombre de Ernesto "Tito" Cucchiaroni, considerado el mejor futbolista misionero de la historia. El mismo es también popularmente conocido como Gigante de Rocamora debido al barrio en el que se encuentra emplazado. Fue inaugurado el 9 de julio de 1968 y en la actualidad tiene una capacidad para 7.000 personas.

## Indumentaria
- Uniforme titular: Camiseta azul y amarillo a rayas verticales, pantalón azul y medias azules con amarillo.
- Uniforme alternativo: Camiseta blanca, pantalón blanco y medias blancas.

| Período       | Patrocinador |
| ------------- | ------------ |
| 2024-presente | Don Basilio  |

| Período       | Proveedor       |
| ------------- | --------------- |
| 2024-presente | SR Indumentaria |

## Rivalidades

### Clásico posadeño
Con el Club Deportivo Guaraní Antonio Franco, Bartolomé Mitre disputa el clásico posadeño. Esta rivalidad se generó a mediados del siglo XX con el sostenido ascenso de Bartolomé Mitre en el plano liguista, lo que le granjeó un aumento en su flujo de simpatizantes, provocando gran rivalidad con el combinado de Villa Sarita. Ambos clubes además, cuentan en su haber con participaciones en el ámbito del ascenso nacional y con enfrentamientos en categorías tales como el Torneo Argentino B (hoy Torneo Regional Federal Amateur).

### Club Atlético Huracán (Posadas)
Es la rivalidad de barrio sostenida por Bartolomé Mitre contra el posadeño Club Atlético Huracán, institución con la que comparte presencia en el barrio de Rocamora. Este enfrentamiento está motivado por la pertenencia de ambas instituciones al Barrio Rocamora, estando además los estadios de ambos clubes muy cerca el uno del otro, a escasas tres cuadras. Estos partidos si bien no tuvieron episodios a nivel nacional, son vividos con intensidad en el ámbito liguista.

## Jugadores

### Plantel 2023/24
- Actualizado al 30 de septiembre de 2022

## Datos del Club
- Temporadas en Primera División: 2
  - Torneo Nacional: 2 (1972, 1975).
    - Ubicación en la tabla histórica en Primera División: 151°

- Temporadas en Segunda División: 4
  - Torneo Regional: 4 (1970, 1972, 1975, 1978).
- Temporadas en Tercera División: 4
  - Torneo del Interior: 3 (1987/88, 1989/90, 1994/95).
  - Torneo Federal A: 1 (2025).
- Temporadas en Cuarta División: 8
  - Torneo Argentino B: 2 (1995/96, 1997/98).
  - Torneo Federal B: 1 (2016).
  - Torneo Regional Federal Amateur: 5 (2019, 2021/22, 2022/23, 2023/24, 2024/25).
- Temporadas en Quinta División: 5
  - Torneo Argentino C: 3 (2007, 2008, 2009).
  - Torneo Federal C: 2 (2016, 2018).

- Participaciones en Copas Nacionales: 1
  - Copa Argentina: 1 (1970).

## Palmarés
| Competiciones nacionales | Competiciones nacionales | Competiciones nacionales |
| Competición | Títulos | Subcampeonatos           |
| Segunda categoría | Segunda categoría | Segunda categoría        |
| --- | --- | ------------------------ |
| Torneo Regional (Entre los años 1967 y 1985 los equipos indirectamente afiliados clasificaban al Torneo Nacional de Primera División mediante el Torneo Regional. Salvo la edición 1985-86, no otorgaba título de campeón.)(2) | 1972, 1975. |                          |
| Cuarta categoría | |                          |
| Torneo Regional Federal Amateur (1) | 2024-25. |                          |
| Competiciones regionales | |                          |
| Competición | Títulos | Subcampeonatos           |
| Torneo Provincial (1) | 2023, 2024. |                          |
| Liga Posadeña de Fútbol (27) | 1947, 1948, 1949, 1951, 1958, 1960, 1963, 1969, 1971, 1974, 1975, 1977, 1980, 1986, 1988, Clausura 2007, 2008/09, 2009/10, Apertura 2013, Oficial 2013, Clausura 2014, Apertura 2015, Oficial 2015, Apertura 2016, Oficial 2021, Apertura 2024, Clausura 2024. |                          |